# Anatinae
Anatinae är en underfamilj i ordningen andfåglar vars taxonomiska status är under diskussion. Här omfattas underfamiljen Anatinae av simänderna och Moa-naloänderna vilka är en sentida distinkt utvecklingslinje som härstammar från simänderna men vars arter idag är utdöda.
Namnet and används också för en mycket större taxonomiskt oprecis grupp med fåglar inom familjen Anatidae som generellt skulle kunna beskrivas som de arter inom familjen som är stora som eller mindre än gravänder (Tadorna). Följande underfamiljer innehåller arter där vissa eller alla kallas för änder: Tadorninae, Dendrocygninae, Oxyurinae, Anatinae, Aythyinae och Merginae.

## Allmänt
Arterna i underfamiljen Anatinae har en bred tillplattad näbb. De simmar bra, men dyker endast som ungar, under pågående ruggning (när de inte kan flyga) eller när de blivit skadade. De håller till på grunt vatten, och betar botten på växtdelar genom att tippa kroppen framåt. På baktån finns endast en liten antydan till simflik. Vingspegeln har ofta metallglans. Deras fötter är placerade mitt under kroppen och de rör sig bra på land.
Andelen hanar är högre än honor hos många populationer av änder. Könskvoten varierar dock beroende på var och när man observerar en andflock eftersom hanar och honor av en del andarter övervintrar på olika bredgrader och flyttar vid olika tillfällen. Men även om man tar detta i beaktande överväger andelen hanar hos många arter. Detta beror inte på att det kläcks färre honor och man vet inte varför mortaliteten skulle vara högre bland honorna men resultatet är att flyttande andflockar av exempelvis kricka, gräsand och skedand till större del består av hanar än honor.

## Häckning
De häckar vid sjöar, åar och grunt vatten. Precis som bland många andra grupper inom familjen Anatidae bildar många arter inom underfamiljen par i vinterkvarteret eller under flyttningen vilket är unikt bland flyttfåglar. Sedan honorna börjat ruva äggen beger sig hanarna bort, och återvänder först sedan ungarna blivit flygfärdiga. Sitt bo lägger de flesta mer eller mindre långt bort från stranden, ofta väl dolt i en tät tuva, under en buske eller i riklig örtvegetation. De bygger egentligen inte något bo utan lägger äggen i en så gott som tom grop i marken. Först när ruvningen kommit igång förses äggen med en krans av dun som honan tar från sin egen fjäderdräkt. Äggen är vanligen 10-12 till antalet. De är vitaktiga med en dragning mot gult eller grönt och saknar fläckar. När ungarna kommit ut ur äggen följer de nästan direkt modern till närmaste vattensamling.

## Fjäderdräkter och ruggning
Ruggningen hos änder är komplicerad och inte helt kartlagd. Bland många arter av änder anlägger hanarna så kallad praktdräkt vid parningstid. Denna dräkt är extra färggrann och distinkt tecknad och bärs under senhösten, vintern och våren. Efter parningen, under sommaren, ruggar änderna alla sina vingpennor nästan simultant och blir för en period flygoförmögna. Hos merparten av underfamiljens släkten föregås denna vingpenneruggning av en kroppsfjädersruggning till en mer kamouflerad, s.k eklipsdräkt som ofta påminner mer om hur honornas fjäderdräkter ser ut. Denna eklipsdräkt bärs för att änderna ska kunna skydda sig bättre när de är flygoförmögna. I många släkten genomgår honorna denna kroppsfjäderruggning innan häckningen av samma kamouflerande skäl, medan hanarna genomgår den så fort de parat sig. Redan under, eller snart efter vingpenneruggningen ruggas kroppen igen och hanarna får då tillbaka sin praktdräkt. Dock kan denna ruggning pågå under en längre period. Hos många arter pågår den ända in på vårkanten, med ett kortare uppehåll under den kallaste perioden medan exempelvis årtan, som är en långflyttare, avslutar den i vinterkvarteret.
Den postjuvenila ruggningen sker under sensommarenunder en utdragen period då vissa fjädrar byts mer än en gång. Hos hanar byts vissa fjädrar först till honfärgade och sedan till hanfärgade. Denna postjuvenila ruggning avslutas ofta senare än de adulta höstruggingen.
Eftersom ändernas vingpenneruggning sker mellan två kroppsfjädersruggningar så uppger olika källor vad som utgör andens kompletta, contra, partiell ruggning.

## Systematik
Ändernas taxonomiska status och vilka arter som ska ingå i underfamiljen Anatinae har varit och är under diskussion. Terres & NAS (1991) slår exempelvis ihop alla arter inom familjen Anatidae förutom gäss, svanar och visseländer i en släktgrupp.
Traditionellt delades merparten av alla änder upp i gravänder, trädänder, simänder och dykänder, där de två sista antogs utgöra underfamiljen Anatinae. Dock visade sig trädänderna utgöra en parafyletisk grupp av tropiska vattenfåglar som bara utvecklat möjligheten att häcka i träd. Flera av dessa arter som exempelvis brasilienand (Amazonetta brasiliensis) kategoriserades sedan som tillhörande Anatinae.
Johnson & Sorenson (1999) delar in dykandsläktena Aythya och Netta med flera i den egna underfamiljen Aythyinae. Analyser av mitokondriellt DNA för enzymet cytokrom b och sekvensdata av NADH-dehydrogenas subenhet 2 för denna grupp dykänder (Johnson & Sorenson 1999) indikerar att de släktmässigt är ganska långt ifrån simänderna och att deras morfologiska likheter med simänderna beror på konvergent evolution.
Släktet Anas, som det traditionellt definieras, är inte monofyletiskt. Flera sydamerikanska arter tillhör en distinkt klad som även omfattar släktet ångbåtsänder (Tachyeres) (Johnson & Sorenson 1999). Se artikeln om släktet Anas för mer information.

### Släkten och ett urval arter

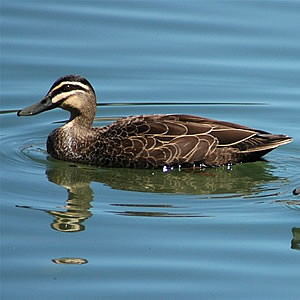
Stripand (Anas superciliosa)

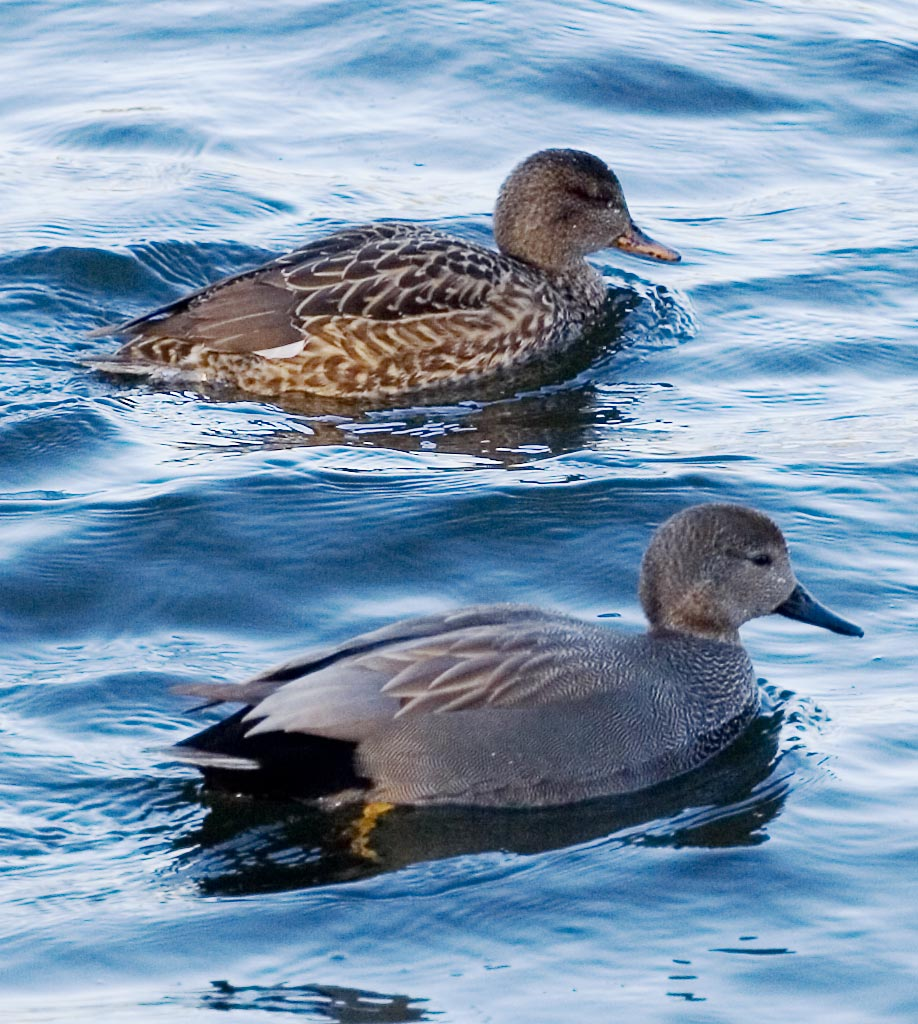
Snatterand (Anas strepera)

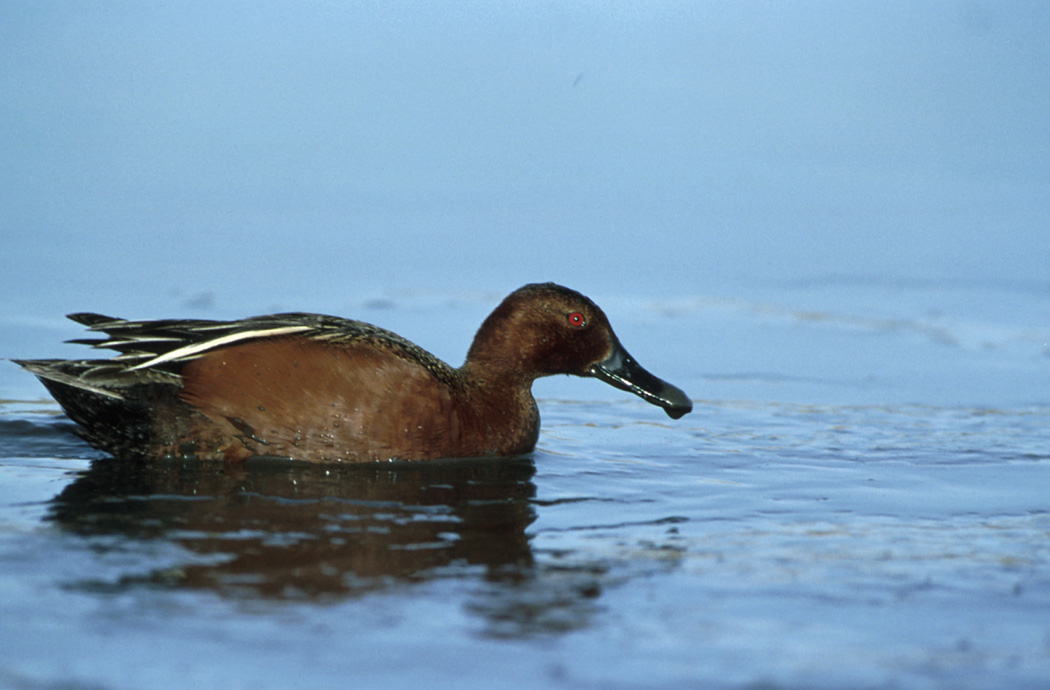
Kanelårta (Anas cyanoptera)

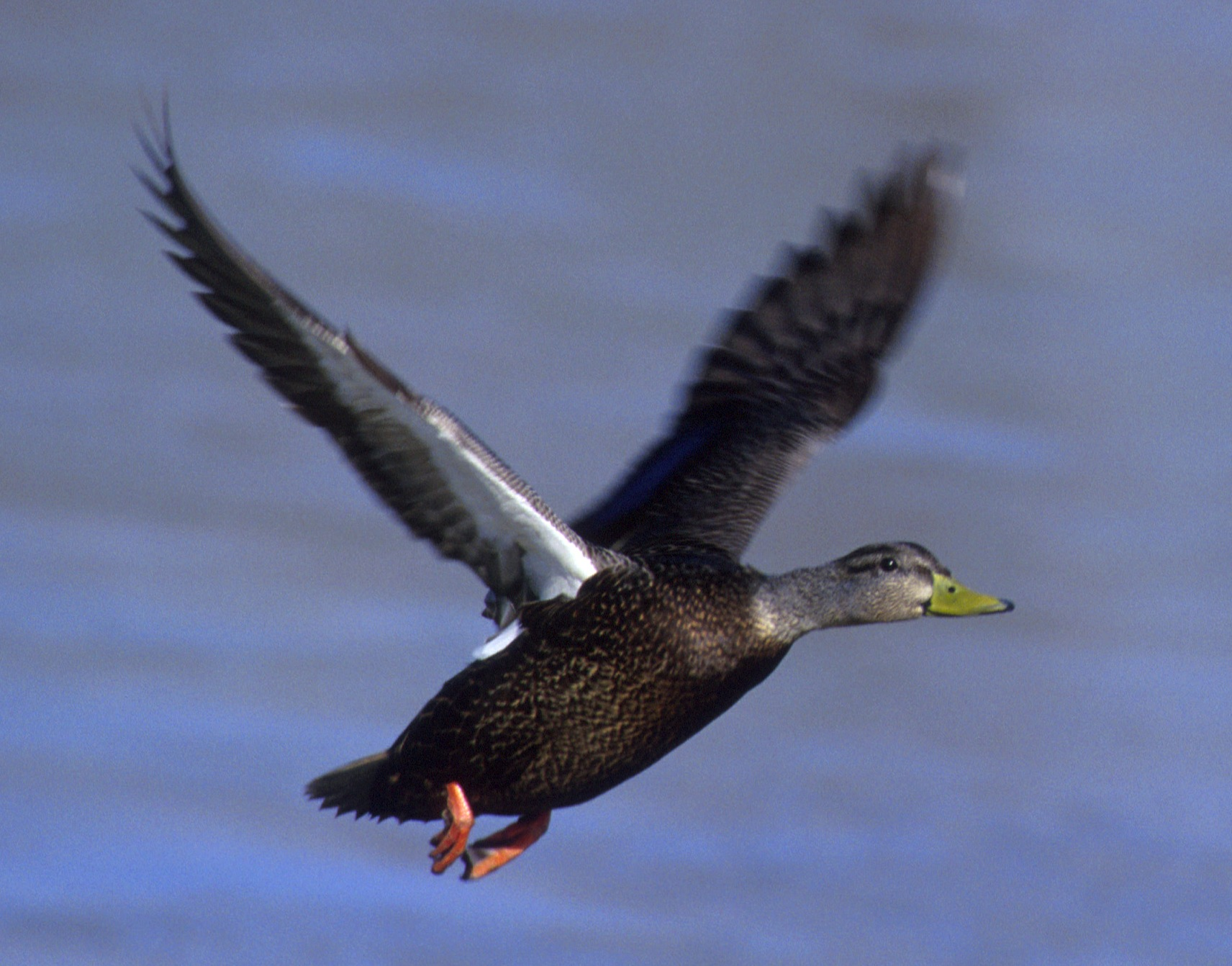
Svartand (Anas rubripes)

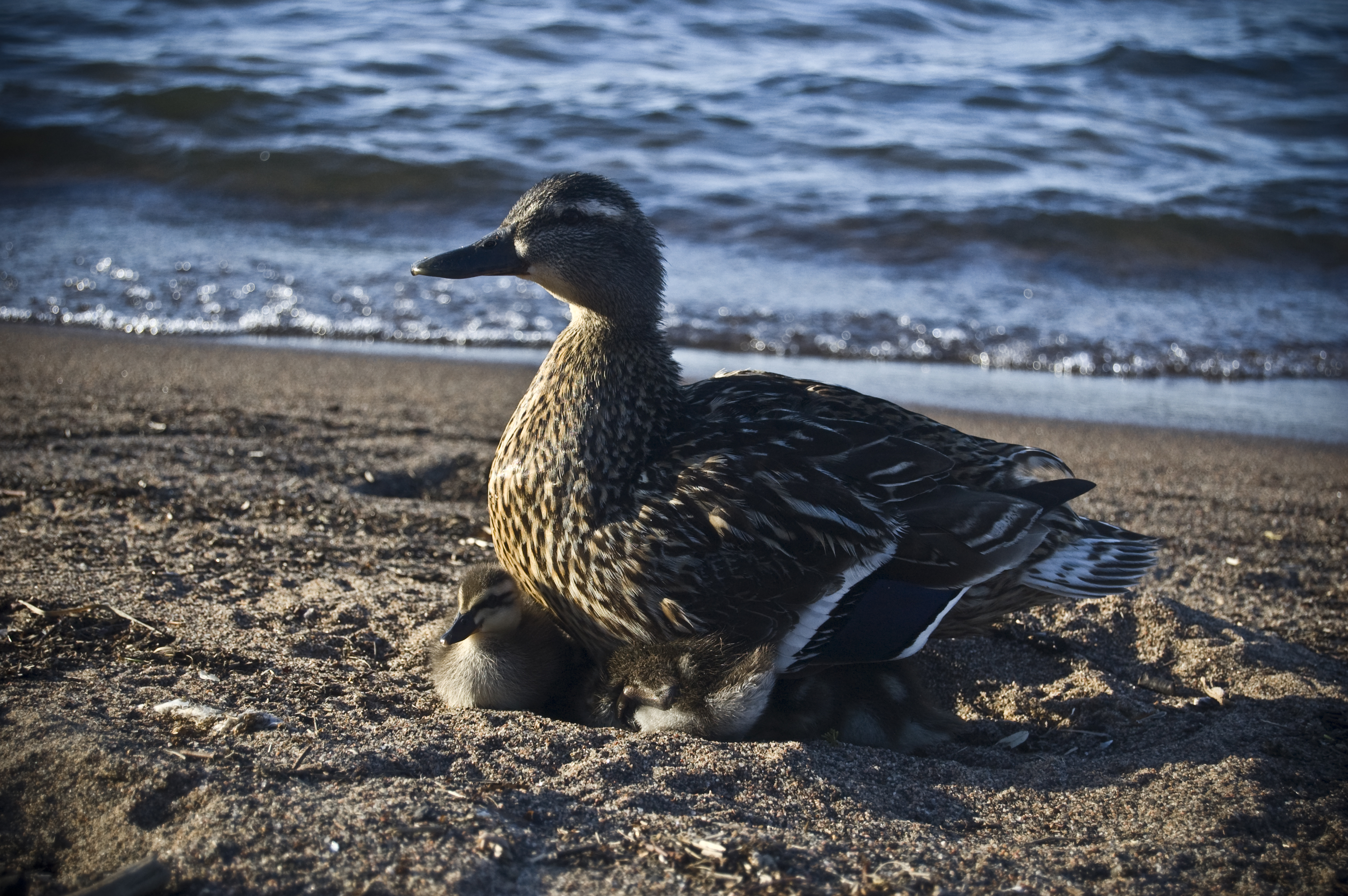
Gräsand (Anas platyrhynchos) med ungar

- Släkte Amazonetta - släktets status inte helt klartlagt
  - Brasilienand (Amazonetta brasiliensis)
- Släkte Anas - förmodligen ett parafyletiskt släkte. (För alla släktets arter se Anas)
  - Bläsand (A. penelope)
  - Amerikansk bläsand (A. americana)
  - Praktand (A. falcata)
  - Snatterand (A. strepera)
  - Kricka (A. crecca)
  - Amerikansk kricka (A. carolinensis)
  - Kapand (A. capensis)
  - Gräsand (A. platyrhynchos)
  - Fläckand (A. fulvigula)
  - Svartand (A. rubripes)
  - Blåvingad årta (A. discors)
  - Stjärtand (A. acuta)
  - Rödnäbbad and (A. erythrorhyncha)
  - Årta (A. querquedula)
  - Skedand (A. clypeata)
- Släkte Speculanas - Släktets enda art fördes tidigare till släktet Anas.
  - Bronsvingad and (Speculanas specularis)
- Släkte Lophonetta - Släktets enda art fördes tidigare till släktet Anas.
  - Tofsand (Lophonetta specularioides)

Det finns tre kända släkten och fyra kända arter av de så kallade moa-naloänderna vilket var fåglar som alla dog ut omkring 1000-talet. De häckade på Hawaii och kan vara närbesläktade med gräsand.
- Släkte Chelychelynechen - utdöd
- Släkte Thambetochen - utdöd
- Släkte Ptaiochen - utdöd

Man har också funnit subfossiler av en flygoduglig and på ön Rota i Marianerna (Steadman 1999). Dess taxonomiska status är oviss men den är förmodligen närmast besläktad med Anas.
Följande släkten förs ofta till underfamiljen Anatinae men deras släktskap är än så länge oklara:
- Släkte Aix (kanske Tadorninae?)
  - Brudand (A. sponsa)
  - Mandarinand (A. galericulata)
- Släkte Cairina (detta släkte, som bara består av två arter, är förmodligen parafyletiskt)
  - Myskand eller Moskusand (C. moschata)
  - Vitvingad and (C. scutulata)
- Släkte Chenonetta (kanske Tadorninae?)
  - Manand
- Släkte Callonetta (kanske Tadorninae?)
  - Beigekindad and
- Släkte Pteronetta (kan tillhöra en egen klad tillsammans med släktet Cyanochen.)
  - Skogsand (P. hartlaubii)
- Släkte Nettapus - 3 arter
- Släkte Marmaronetta (kan tillhöra Aythyinae eller en helt egen underfamilj)
  - Marmorand (M. angustirostris)

Följande släkten kategoriserades tidigare som tillhörande underfamiljen Anatinae:
- Släkte Salvadorina - Detta släktes enda art förs numera till underfamiljen Tadorninae
  - Papuaand (S. waigiuensis)
- Släkte Netta - Förs numera till underfamiljen Aythyinae.
  - Rödhuvad dykand (N. rufina)
  - Rosenand (N. caryophyllacea) - Troligen utdöd. Senast trovärdiga observation i Bihar, Indien, 1935.
  - Pampasand (N. peposaca)
  - Sammetsand (N. erythrophthalma)
- Släkte Aythya - Detta släktes tolv arter förs numera till underfamiljen Aythyinae.
  - Vigg (A. fuligula)
  - Bergand (A. marila)
  - Brunand (A. ferina)

Följande släkten som oftast förs till underfamiljen Tadorninae kan istället vara närmare besläktade med Anatinae:
- Släkte Sarkidiornis
- Släkte Tachyeres